# Bodenatmung
Als Bodenatmung wird zusammenfassend die Atmung der Kleinlebewesen im Boden (Mikrobielle Atmung) und der Wurzeln bezeichnet. Der Beitrag der Wurzelatmung wird auf weniger als 30 % geschätzt und der Beitrag der Mikroben auf mindestens 70 % während der Anteil von Bodentieren als sehr gering gilt. In Hydrokultursystemen dominiert die Wurzelatmung, da sie kaum Lebensraum für Kleinlebewesen bieten.  
Wie bei jedem Atmungsvorgang wird dabei Sauerstoff (O2) aufgenommen und Kohlenstoffdioxid (CO2) abgegeben. Im Allgemeinen wird das produzierte Kohlenstoffdioxid als Maß für die Bodenatmung verwendet. Damit stellt die Bodenatmung einen wichtigen Bestandteil des Kohlenstoffkreislaufs dar, da durch sie ein Großteil des von den Pflanzen durch die Photosynthese aufgenommenen Kohlenstoffs nach dem Absterben der Pflanzen wieder als Kohlendioxid in die Atmosphäre abgegeben wird.
Die Bodenatmung ist von vielen Faktoren abhängig, darunter der Bodentemperatur und -feuchte, der Menge des vorhandenen organischen Materials und dem Mineralstoffgehalt im Boden. Klimabedingte Änderungen der Bodenatmung im Jahresgang überwiegen den Einfluss anderer Faktoren (z. B. Düngemittel oder Pflanzenschutzmittel) oft deutlich.